# Jose Antonio Rivera
Jose Antonio Rivera (* 7. April 1973 in Philadelphia, Pennsylvania, USA) ist ein ehemaliger US-amerikanischer Boxer mit puerto-ricanischem Hintergrund. Er war sowohl WBA-Weltmeister im Weltergewicht als auch im Halbmittelgewicht.